# Pachycrocuta brevirostris
Pachycrocuta brevirostris is een uitgestorven hyena.
Met een gewicht tot 190 kilogram en een formaat van een hedendaagse leeuw was Pachycrocuta brevirostris een van de grootste hyenasoorten ooit. Dit dier leefde van het Midden-Plioceen tot Midden-Pleistoceen (3 tot 0.5 miljoen jaar geleden).
Pachycrocuta brevirostris kwam voor in Azië (waaronder Zhoukoudian), verwante fossielen van voorgestelde Pachycrocuta-soorten zijn gevonden in Europa en Afrika. Deze hyena joeg vermoedelijk in kleine groepen.